# おねだり怪盗GO!マウス
『おねだり怪盗GO!マウス』（おねだりかいとうゴーマウス）は、毎日放送テレビ（MBSテレビ）で特別番組として放送されていたバラエティ番組。ハイビジョン制作。

## 概要
2001年に放送開始。半年に1度、金曜日もしくは日曜日深夜に放送される特別番組である。毎回様々な企業や店を訪れ、そこでゲームにチャレンジして視聴者のためにプレゼントを獲得する「現代版ねずみ小僧番組」をコンセプトにしている。
当初はスポンサーに「ゴマをすり」（ゴマをする＝ゴーマウス）、謎のボスが設定した指令をクリアしつつ、訪問先の企業や店に気に入られて視聴者プレゼントをゲットするという内容だったが、徐々に様々な設定が付加されていった。

## 出演者
- 石田靖
- ケンドーコバヤシ
- 大月勇（当時毎日放送アナウンサー）

## 内容
- 初回はカップルのデートを裏で手助けするという内容だった。
- 2回目からは”現代のねずみ小僧”と称する「GO!マウス」達がボスの指令に従い、スポンサーの企業に出向きハードルをクリアすることにより視聴者にプレゼントをGETする内容に変わった。
- 石田靖はずっと出演。石田の数少ないMBSのレギュラー番組になっている。
- 途中までは石田＋陣内[誰?]＋アイドルだったが、近年では[いつ?]陣内に代わりケンドーコバヤシが昇格した。
- アイドルはのちに全国ネットで活躍する人が多く先物買い的な枠になっている。

## 放送リスト
| #  | 放送日         | アイドル     |
| -- | -------------- | ------------ |
| 1  | ?              | 細木美和     |
| 2  | 2002年9月8日   | 眞鍋かをり   |
| 3  | 2002年12月29日 | 浜口順子     |
| 4  | 2003年5月30日  | 小倉優子     |
| 5  | 2003年10月10日 | 若槻千夏     |
| 6  | 2004年4月30日  | 大城美和     |
| 7  | 2004年10月22日 | 和希沙也     |
| 8  | 2005年5月22日  | 番ことみ     |
| 9  | 2005年11月11日 | 水野裕子     |
| 10 | 2006年5月28日  | 福下恵美     |
| 11 | 2006年11月24日 | 相澤仁美     |
| 12 | 2007年7月1日   | 大久保麻理子 |
| 13 | 2007年11月16日 | 安藤沙耶香   |
| 14 | 2008年6月22日  | 森下悠里     |
| 15 | 2008年12月5日  | 次原かな     |
| 16 | 2009年7月12日  | 谷桃子       |

## 各回の内容
- GO!マウス13 - 「世界マウス」という競技会が開催され、「真のマウス」を目指して全世界から集まった各国代表マウスとゲームで対決する。
- GO!マウス14 - 「ルパン三世」の後継者「ルパン三世二世」を目指してお宝を奪取すべく企業へ潜入、刑事チームと対決する。
- GO!マウス15 - 選挙に出馬するという設定。

## スタッフ
- 構成：成田周平
- ディレクター：オミ、
- 演出：圭ちゃん（MBS）
- プロデューサー：村田元（MBS）
- 製作著作：毎日放送テレビ